# 오스트리아의 코로나19 범유행
다음은 오스트리아에서의 코로나19 범유행에 관한 설명이다.

## 경과
2020년 2월 25일, 이탈리아 롬바르디아주에서 온 24세 남성과 24세 여성이 인스부르크의 한 병원에서 오스트리아의 코로나바이러스감염증-19 첫번째와 두번째 사례가 되었다.
2월 27일, 빈에 사는 72세의 남성이 크란케난슈탈트 루돌프슈틸프퉁 병원에 10일 동안 독감 증상이 있었으며 SARS-CoV-2에 대해 양성 검사를 받았다. 그는 카이저프란츠요세프 병원로 옮겨졌다.

## 같이 보기
- 유럽의 코로나19 범유행
- 나라별 코로나19 범유행